# CVB International Challenge 2017
CVB International Challenge 2017 – nierankingowy turniej snookerowy sezonu 2017/2018. Rozegrany został w Shenzhen w Chinach w dniach 28-29 lipca 2017 roku.

## Nagrody
Zwycięzca: £ 80 000 

II miejsce: £ 40 000
Pula nagród: £ 120 000

## Format rozgrywek
W turnieju wzięły udział 2 drużyny składające się z pięciu zawodników.

## Drużyny
Wielka Brytania
- Ronnie O’Sullivan
- Mark Williams
- Joe Perry
- Michael Holt
- Graeme Dott

 Chiny
- Ding Junhui
- Liang Wenbo
- Yan Bingtao
- Zhao Xintong
- Zhou Yuelong

## Mecze

### Dzień 1
28 lipca
 Mark Williams 2-1  Zhao Xintong

 Mark Williams 3-0  Liang Wenbo

 Graeme Dott/Michael Holt 0-2  Zhou Yuelong/Yan Bingtao

 Joe Perry/Michael Holt 2-0  Zhao Xintong/Yan Bingtao

 Ronnie O’Sullivan 6-1  Ding Junhui

### Dzień 2
29 lipca
 Joe Perry/Graeme Dott 2-1  Zhao Xintong/Zhou Yuelong

 Michael Holt 2-1  Yan Bingtao

 Joe Perry/Graeme Dott 2-0  Liang Wenbo/Ding Junhui

 Ronnie O’Sullivan 3-0  Zhou Yuelong

 Mark Williams/Ronnie O’Sullivan 4-3  Liang Wenbo/Ding Junhui

## Wynik końcowy
Wielka Brytania 26-9  Chiny